# Jeff Garcia
Jeffrey Jason Garcia (* 24. Februar 1970 in Gilroy, Kalifornien) ist ein ehemaliger US-amerikanischer American-Football-Spieler. Er spielte auf der Position des Quarterbacks bei den San Francisco 49ers, Cleveland Browns, Detroit Lions, Tampa Bay Buccaneers, Oakland Raiders und den Philadelphia Eagles.

## Canadian Football League
Garcia begann seine professionelle Football-Karriere 1994 in der Canadian Football League bei den Calgary Stampeders, wo er als Back-up für Doug Flutie fungierte. Ein Jahr später verletzte sich Flutie während der Spielzeit, woraufhin Garcia mit guten Leistung zum Starting-Quarterback wurde. 1996 verließ Flutie die Mannschaft. In den kommenden Jahren etablierte sich Garcia als einer der besten Quarterbacks der Liga und führte die Calgary Stampeders bis ins Finale des Grey Cups, welches man gegen die Hamilton Tiger-Cats gewann. Garcia wurde zum Most Valuable Player (MVP) ernannt.

## NFL
1999 unterschrieb Garcia einen Vertrag bei den San Francisco 49ers. Aufgrund einer Gehirnerschütterung Steve Youngs konnte er bereits als Rookie Erfahrungen sammeln. Nach Youngs Rücktritt 2000 erhielt Garcia die Rolle des Starting-Quarterbacks zugesprochen. Obwohl die 49ers eine negative Bilanz von 6:10 Spielen aufwiesen, überzeugte Garcia mit aufgestellten Team-Rekorden. Dies brachte ihm die erste Nominierung für die Pro Bowl ein. In den zwei folgenden Jahren führte Garcia die 49ers jeweils in die Play-offs, 2002 verlor das Team im Divisional Play-off gegen den späteren Super-Bowl-Sieger Tampa Bay Buccaneers. Wegen schwacher Leistungen – verglichen mit den vorangegangenen drei Jahren – in der Spielzeit 2003 wurde Garcia nach der Saison entlassen.
Nach einem von Verletzungen gekennzeichneten Jahr für die Cleveland Browns wechselte Garcia 2005 zu den Detroit Lions. Auch dort vermochte er nicht an frühere Leistungen anzuknüpfen und wurde Back-up für Joey Harrington.
2006 gelang Garcia bei den Philadelphia Eagles ein Comeback, nachdem sich Donovan McNabb verletzte. Er hatte maßgeblichen Anteil an einer fünf Spiele andauernden Siegesserie, welche für die Eagles den Sprung in die Play-offs bedeutete. Das Team unterlang den New Orleans Saints im Divisional Play-off.
Überraschend wurde sein Vertrag von den Eagles jedoch nicht verlängert. Garcia unterschrieb 2007 bei den Tampa Bay Buccaneers, wo er abermals die Position des Starters einnahm und wiederum in die Pro Bowl gewählt wurde. Er erreichte die NFC Wild Card Play-offs, wo er gegen die New York Giants verlor.
Vor Beginn der Saison 2008 gab es Spekulationen über einen Wechsel von Brett Favre zu den Tampa Bay Buccaneers. Außerdem versuchte Garcia vergeblich einen besser dotierten, über die Spielzeit hinausgehenden Vertrag zu erhalten. Eine hartnäckige Verletzung und eine schlechte Leistung beim Saison-Auftakt gegen die New Orleans Saints führten dazu, dass er von Brian Griese abgelöst wurde. Erst dessen Verletzung brachte Garcia erneut die Position des Starting-Quarterbacks ein, die er mit guten Leistungen untermauerte.
Am 6. April unterschrieb Garcia einen 1-Jahres-Vertrag bei den Oakland Raiders, wo er als Ersatzmann und Mentor für Quarterback JaMarcus Russell spielen wird.
Garcia wurde jedoch am 5. September von den Raiders entlassen.
Nach einem Rippenbruch von Philadelphia Eagles Quarterback Donovan McNabb im ersten Spiel der Saison 2009 unterschrieb Garcia am 14. September einen Einjahresvertrag bei den Eagles.
Nachdem Michael Vicks Suspendierung beendet war und dieser bei den Eagles unterschrieb, wurde Garcia am 29. September entlassen. Nach einem weiteren Spieljahr in der United Football League bei den Omaha Nighthawks und einem letzten Spieljahr bei den Houston Texans beendete Garcia nach der Saison 2011 seine Laufbahn.

## Nach der NFL
Nach der NFL gründete er Jeff Garcia Football, ein Programm, um professionelle und College-Quarterbacks zu trainieren.

## Privatleben
Seit April 2007 ist er mit dem Fotomodell und Wrestlerin Carmella DeCesare verheiratet. Das Paar hat vier Kinder (zwei Töchter, zwei Söhne).